# Лучший оборонительный игрок женской НБА
Лучший оборонительный игрок женской НБА (англ. Women's National Basketball Association's Defensive Player of the Year Award) — ежегодный приз, присуждаемый лучшему игроку оборонительного плана женской национальной баскетбольной ассоциации по итогам регулярного сезона ВНБА с самого первого сезона лиги (1997). Победитель определяется путём голосования среди спортивных журналистов и телеведущих, каждый из которых называет трёх лучших игроков. За первое место начисляется 5 очков, за второе — 3, а за третье — 1. Игрок, набравший по итогам голосования больше всего очков, признаётся лучшим оборонительным игроком женской НБА.
Тамика Кэтчингс является пятикратным обладателем данной премии, Сильвия Фаулз — четырёхкратной, Шерил Свупс — трёхкратной, Тереза Уизерспун, Лиза Лесли, Бриттни Грайнер, Алана Бирд и Эйжа Уилсон — двукратными лауреатами. Центрфорвард из Австралии, Лорен Джексон, является единственным иностранным игроком, становившимся лауреатом этой номинации. Действующим обладателем этой почётной награды является Нафиса Коллиер из «Миннесота Линкс».

## Легенда к списку
| ^                      | Помечены игроки, выступающие в женской НБА по сей день |
| *                      | Избраны в Зал славы баскетбола                         |
| Игрок (X)              | Количество побед в данной номинации                    |
| Игрок (жирным шрифтом) | Игроки, выигравшие в этом сезоне чемпионский титул     |

## Обладатели награды

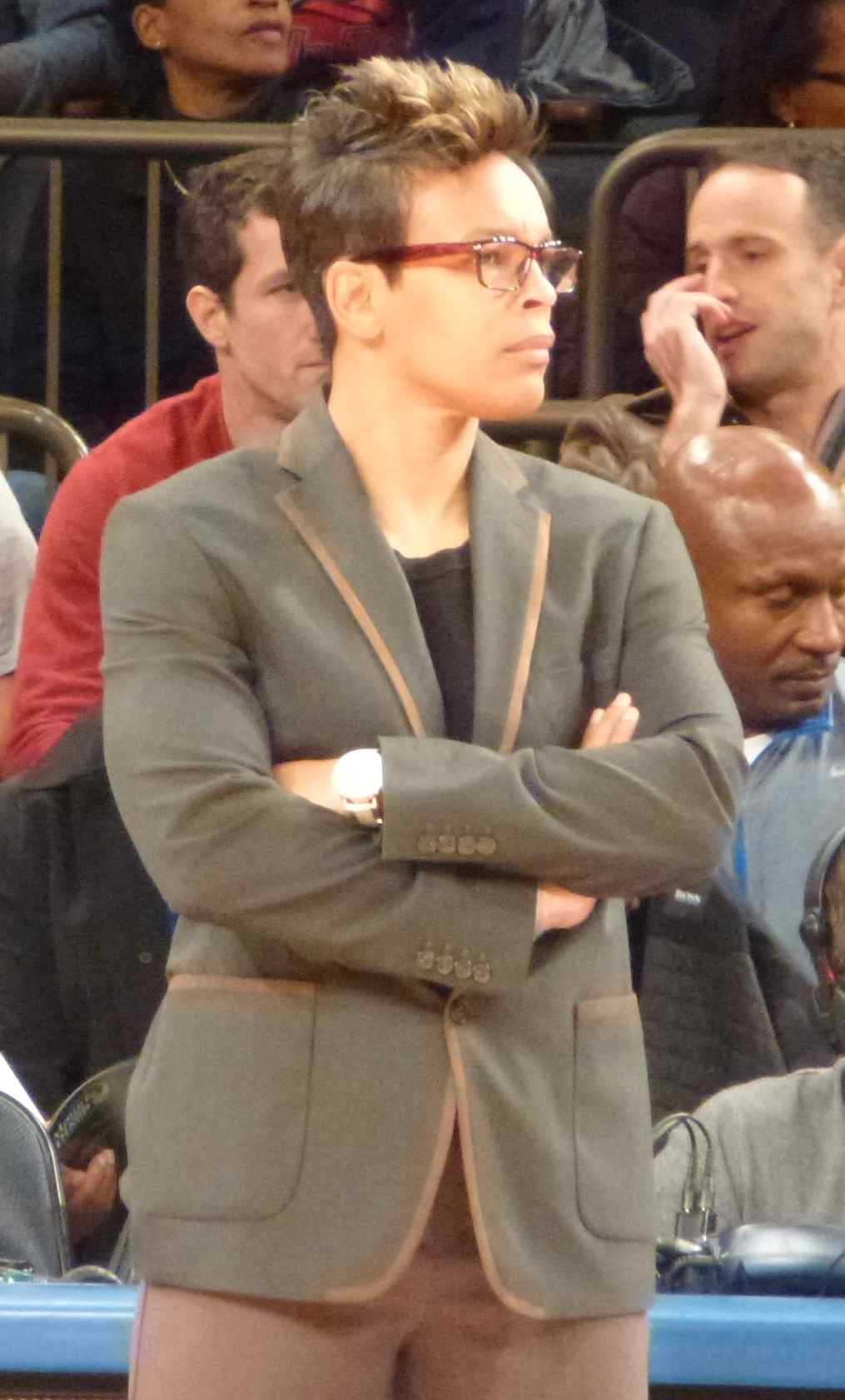
Тереза Уизерспун стала первой обладательницей этой награды

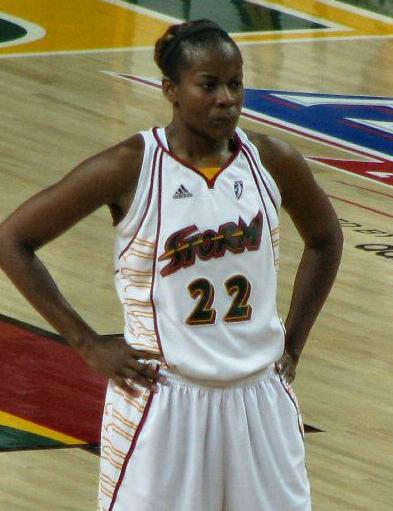
Шерил Свупс выигрывала почётный трофей три раза

| Сезон | Игрок                 | Национальность | Позиция             | Команда             | Ссылки |
| ----- | --------------------- | -------------- | ------------------- | ------------------- | ------ |
| 1997  | Тереза Уизерспун*     | США            | Защитник            | Нью-Йорк Либерти    | [ 2 ]  |
| 1998  | Тереза Уизерспун* (2) | США            | Защитник            | Нью-Йорк Либерти    | [ 3 ]  |
| 1999  | Иоланда Гриффит*      | США            | Центровая           | Сакраменто Монархс  | [ 4 ]  |
| 2000  | Шерил Свупс*          | США            | Защитник / Форвард  | Хьюстон Кометс      | [ 5 ]  |
| 2001  | Дебби Блэк            | США            | Защитник            | Майами Сол          | [ 6 ]  |
| 2002  | Шерил Свупс* (2)      | США            | Защитник / Форвард  | Хьюстон Кометс      | [ 7 ]  |
| 2003  | Шерил Свупс* (3)      | США            | Защитник / Форвард  | Хьюстон Кометс      | [ 8 ]  |
| 2004  | Лиза Лесли*           | США            | Центровая           | Лос-Анджелес Спаркс | [ 9 ]  |
| 2005  | Тамика Кэтчингс*      | США            | Форвард             | Индиана Фивер       | [ 10 ] |
| 2006  | Тамика Кэтчингс* (2)  | США            | Форвард             | Индиана Фивер       | [ 11 ] |
| 2007  | Лорен Джексон*        | Австралия      | Форвард / Центровая | Сиэтл Шторм         | [ 12 ] |
| 2008  | Лиза Лесли* (2)       | США            | Центровая           | Лос-Анджелес Спаркс | [ 13 ] |
| 2009  | Тамика Кэтчингс* (3)  | США            | Форвард             | Индиана Фивер       | [ 14 ] |
| 2010  | Тамика Кэтчингс* (4)  | США            | Форвард             | Индиана Фивер       | [ 15 ] |
| 2011  | Сильвия Фаулз*        | США            | Центровая           | Чикаго Скай         | [ 16 ] |
| 2012  | Тамика Кэтчингс* (5)  | США            | Форвард             | Индиана Фивер       | [ 1 ]  |
| 2013  | Сильвия Фаулз* (2)    | США            | Центровая           | Чикаго Скай         | [ 17 ] |
| 2014  | Бриттни Грайнер^      | США            | Центровая           | Финикс Меркури      | [ 18 ] |
| 2015  | Бриттни Грайнер^ (2)  | США            | Центровая           | Финикс Меркури      | [ 19 ] |
| 2016  | Сильвия Фаулз* (3)    | США            | Центровая           | Миннесота Линкс     | [ 20 ] |
| 2017  | Алана Бирд            | США            | Защитник            | Лос-Анджелес Спаркс | [ 21 ] |
| 2018  | Алана Бирд (2)        | США            | Защитник            | Лос-Анджелес Спаркс | [ 22 ] |
| 2019  | Наташа Ховард^        | США            | Форвард             | Сиэтл Шторм         | [ 23 ] |
| 2020  | Кэндис Паркер         | США            | Форвард / Центровая | Лос-Анджелес Спаркс | [ 24 ] |
| 2021  | Сильвия Фаулз* (4)    | США            | Центровая           | Миннесота Линкс     | [ 25 ] |
| 2022  | Эйжа Уилсон^          | США            | Форвард             | Лас-Вегас Эйсес     | [ 26 ] |
| 2023  | Эйжа Уилсон^ (2)      | США            | Форвард             | Лас-Вегас Эйсес     | [ 27 ] |
| 2024  | Нафиса Коллиер^       | США            | Форвард             | Миннесота Линкс     | [ 28 ] |